# Fortifications de Dieppe
Les fortifications de Dieppe est une partie des fortifications médiévales situées à Dieppe, en France.

## Localisation
Les fortifications sont situées dans le département français de la Seine-Maritime, sur la commune de Dieppe.

## Historique
L'édifice est inscrit au titre des monuments historiques le 3 mai 1991.